# Vía Colectora Loja-La Balsa
La vía colectora Loja-La Balsa (E682) es una vía secundaria de sentido norte-sur ubicada en las provincias de Loja y Zamora Chinchipe, Ecuador. Esta carretera se inicia en la Transversal Sur (E50) en la ciudad de Loja de la provincia de Loja. A partir de Loja, la colectora se extiende en sentido sur por los ramales occidentales de la Cordillera Oriental ecuatoriana de los Andes hasta llegar a la localidad de Vilcabamba. Posteriormente la vía continúa en dirección sur hasta el límite interprovincial Loja-Zamora Chinchipe. En la provincia de Zamora Chinchipe, la colectora pasa por las localidades de Palanda y Zumba para finalmente terminar su recorrido en el Puente Internacional La Balsa en la frontera con Perú.
Esta vía es parte de la vía Interoceánica Puerto Bolívar - Balsas - Loja - Zumba - Jaén - Puerto Zarameritza.

## Localidades destacadas
De oeste a este:
- Loja, Loja
- Vilcabamba, Loja
- Palanda, Zamora Chinchipe
- Zumba, Zamora Chinchipe
- Puente Internacional La Balsa, Zamora Chinchipe

- Datos: Q3969838